# James Carson
James G. Carson (ur. 30 lipca 1901 w San Francisco w  Kalifornii, zm. 13 maja 1964 tamże) – amerykański piłkarz wodny, olimpijczyk, kapitan marynarki wojennej USA (United States Navy), lekarz.
Reprezentował Stany Zjednoczone w grze w piłkę wodną na Letnich Igrzyskach Olimpijskich 1920, które odbyły się w Antwerpii. Wystąpił w trzech meczach (ćwierćfinale, półfinale i rundzie pocieszenia) wraz z drużyną narodową przeciwko reprezentacji: Grecji (0–7), Wielkiej Brytanii (2–7) i Belgii (2–7). W meczu przeciwko Wielkiej Brytanii zdobył jednego gola dla swojej drużyny.

## Życie prywatne
Po zakończeniu kariery sportowej został kapitanem marynarki wojennej USA (United States Navy). Był również lekarzem.